# Paradiso - Canto settimo

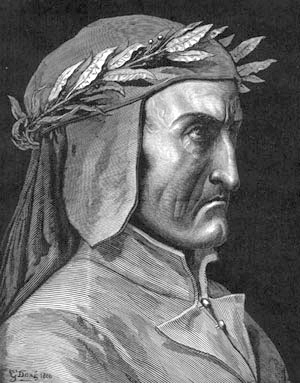
Dante in un ritratto di Gustave Doré

Il canto settimo del Paradiso di Dante Alighieri si svolge nel cielo di Mercurio, ove risiedono le anime di coloro che si attivarono per conseguire fama e onori terreni; siamo nel pomeriggio del 13 aprile 1300, o secondo altri commentatori del 30 marzo 1300.

## Incipit
(Anonimo commentatore dantesco del XIV secolo)

## Temi e contenuti

### Dubbio di Dante - versi 1-24

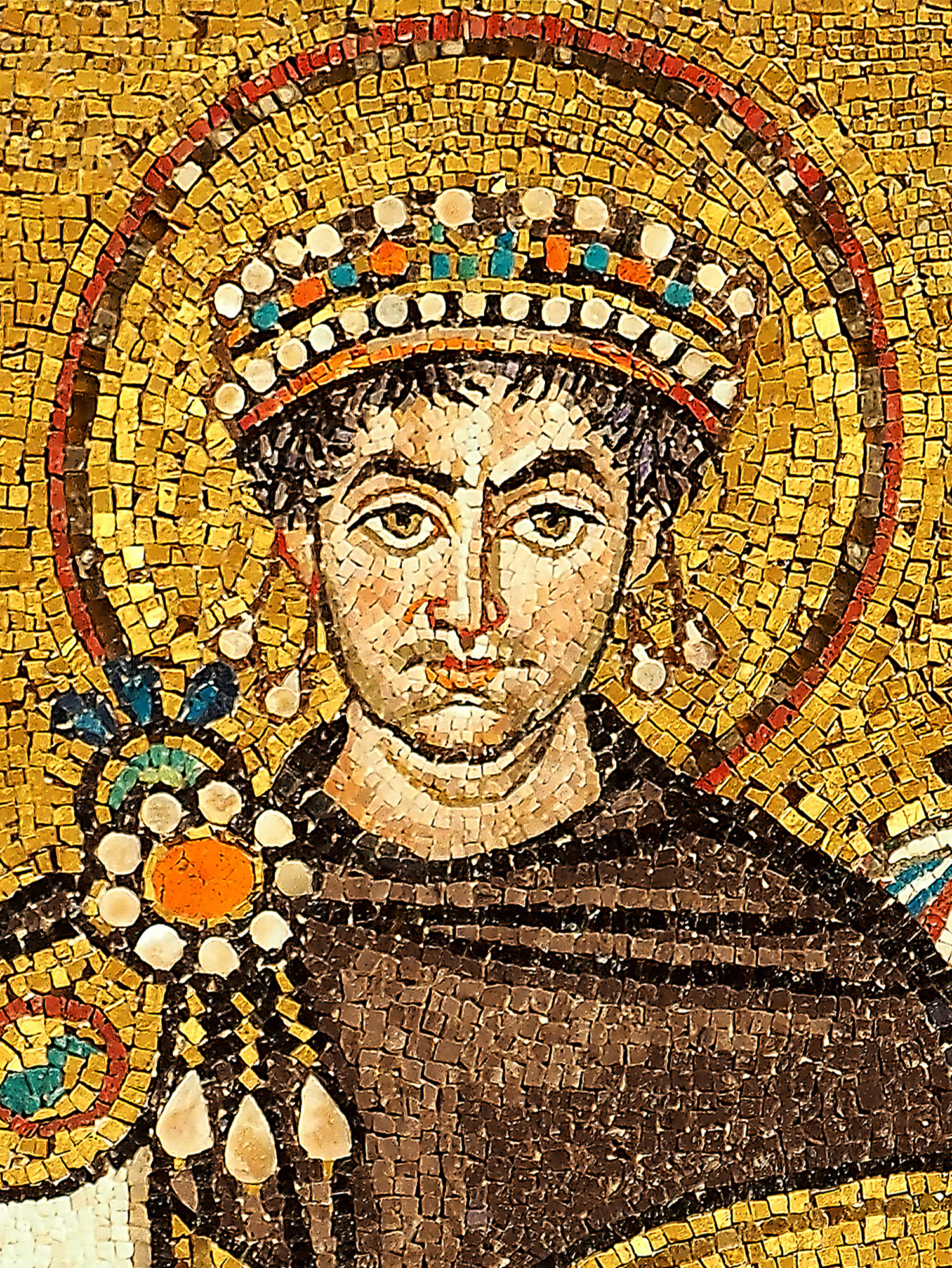
Ritratto di Giustiniano

Giustiniano, terminato il discorso, intona una lode al Dio degli eserciti e, insieme agli altri beati, si allontana velocissimo.

Dante è tormentato da un dubbio che non osa rivelare a Beatrice; si esorta ripetutamente a farlo ("Dille, dille!") ma per la reverenza che lo domina non si decide a parlare.
Beatrice ha intuito la domanda del poeta, ovvero come possa essere stata giusta la punizione (distruzione di Gerusalemme) di un atto giusto (la passione e morte del redentore), (vv. 92-93) del canto precedente, e inizia a spiegare promettendo che scioglierà ogni dubbio.

### Dottrina dell'Incarnazione e della Passione - vv. 25-120

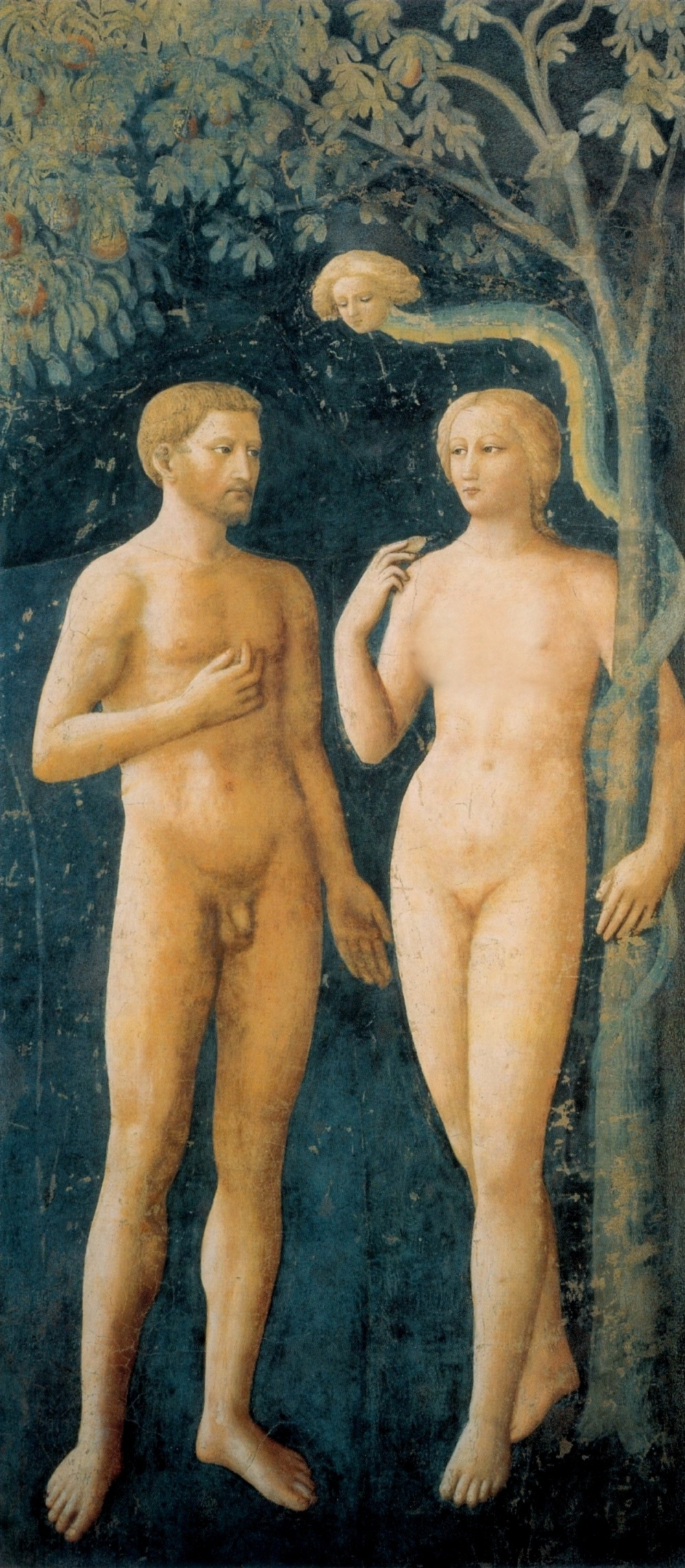
Tentazione di Adamo ed Eva, affresco di Masolino da Panicale, Cappella Brancacci, Firenze.

Beatrice esordisce ricordando che Adamo condannò col suo peccato non solo se stesso ma tutta la sua discendenza, ovvero l'umanità, che rimase sotto il peso del peccato finché il Verbo divino ossia la seconda persona della Trinità discese nella natura umana, congiungendo in una sola persona (Gesù Cristo) natura umana e natura divina. La natura umana era in origine buona ma aveva abbandonato la via del bene da quando col peccato si era esclusa dalla perfezione del Paradiso terrestre. Se dunque si considera in relazione alla gravità del peccato compiuto dalla natura umana, la pena della croce fu assolutamente giusta; se tale pena si considera in relazione alla persona divina (Gesù) cui fu inflitta, nessun atto mai fu altrettanto ingiusto. Accadde dunque che un unico atto ebbe doppia valenza: soddisfece sia Dio sia i Giudei. A questo punto Dante non deve più trovare incomprensibili le parole di Giustiniano. Può tuttavia nascere in lui (Beatrice lo intuisce) un dubbio ulteriore: come mai Dio volle che la redenzione dell'umanità avvenisse in questo modo? È possibile la comprensione solo a chi ha mente matura e fede ardente; altrimenti la speculazione risulta più che altro fonte di confusione.
Beatrice espone con ampiezza i modi in cui la "divina bontà" imprime nelle creature i propri doni (immortalità, libertà, somiglianza con Dio) tanto più quanto più la creatura è simile a Dio (intelligenze angeliche, anima razionale dell'uomo). Se la creatura con il peccato perde questa dignità originale, non può più ricuperarla a meno che non compensi la colpa con pene proporzionali. La natura umana, col peccato di Adamo, peccò tutta quanta e aveva solo due modi per recuperare la condizione perduta: o un atto di pura clemenza di Dio; o un debito risarcimento da parte dell'uomo.

Fissati questi due punti, Beatrice sviluppa la sua argomentazione, dimostrando in primo luogo che l'uomo non avrebbe mai potuto risarcire il peccato di Adamo facendosi tanto umile quanto smisuratamente superbo era stato il progenitore. Era dunque necessario un intervento di Dio con "le vie sue" (v. 103). E per meglio manifestare la propria bontà, volle adottare per redimere l'uomo sia la pietà sia la giustizia. La generosità di Dio nel donare se stesso (in persona di Cristo) fu maggiore che se egli avesse semplicemente perdonato l'uomo; e nessun altro modo per redimerlo sarebbe stato giusto (ovvero proporzionato alla colpa) se lo stesso figlio di Dio non si fosse umiliato.

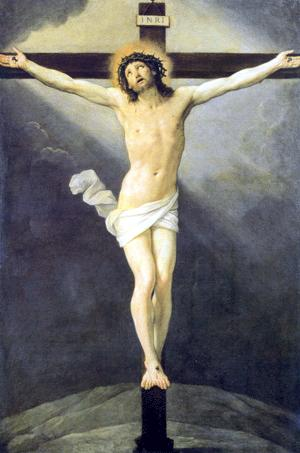
Guido Reni, Crocifissione.Galleria Estense, Modena.

### Corollari dottrinali - vv. 121-148
Il canto si chiude con una spiegazione di Beatrice sulla corruttibilità degli elementi generati da cause seconde e l'incorruttibilità di ciò che è creato direttamente da Dio. 
L'anima vegetativa e animale, principio vitale degli esseri viventi, è frutto della combinazione dei quattro elementi e non è quindi direttamente creata da Dio.
Ciò che deriva direttamente da Dio, come l'anima razionale dell'uomo, è eterno, poiché quando è creato conserva l'impronta della mano divina: da qui si deduce anche la verità sulla resurrezione dei corpi, considerando che il corpo umano fu creato direttamente da Dio.

## Analisi
Il canto è occupato quasi per intero (dal v. 19 alla fine) dalle parole di Beatrice, "che assume ancora una volta la funzione di maestra di verità". Essa per rispondere al profondo dubbio di Dante sviluppa un'ampia esposizione che segue i modi della lezione medioevale, "secondo un costante e scoperto procedimento di reductio del particolare all'universale, dello storico al metastorico, del naturale al soprannaturale".
Attraverso le parole di Beatrice, Dante delinea in modo esauriente la sua concezione della storia umana intrecciata con la storia della salvezza, ovvero ciò che si chiama di solito "interpretazione provvidenziale della storia". Il punto chiave sta nel duplice valore della Passione di Cristo, come è indicato chiaramente nei vv. 46-48. Quanto poi alla ragione per la quale Dio abbia voluto che il "peccato antico" fosse riscattato dalla morte di Gesù Cristo (il dubbio non è espresso direttamente da Dante, ma intuito da Beatrice), si tratta di un mistero incomprensibile ad ogni mente umana che non si sia affinata nell'ardore mistico. Tuttavia Beatrice prosegue nell'argomentazione, esortando ad un certo punto Dante a penetrare arditamente nell'"abisso / de l'etterno consiglio" (vv.95-96) per riconoscere che "tutti li altri modi erano scarsi / a la giustizia, se 'l Figliuol di Dio / non fosse umiliato ad incarnarsi" (vv.118-120).

L'andamento didascalico prosegue nella digressione finale sulla dottrina della creazione, con la distinzione tra enti creati direttamente da Dio (come gli angeli e l'anima intellettiva dell'uomo) che sono incorruttibili, e gli enti creati indirettamente, che sono corruttibili. La carne umana è dunque corruttibile, e solo in virtù della redenzione operata da Cristo ha riacquistato la condizione immortale, che era propria dei progenitori nel Paradiso Terrestre e che si manifesterà nel giorno del Giudizio Universale.

Il linguaggio del canto è di registro alto, intonato alla serrata logica della dimostrazione, ed è ricco di figure retoriche che sottolineano i concetti ed i passaggi del ragionamento. Ad esempio, nei vv. 20-21 risalta l'apparente contraddizione in termini giusta vendetta giustamente / punita (sottolineata dall'enjambement), e nei vv. 46-48 già citati, le tre opposizioni un atto/cose diverse, Dio/Giudei, tremò la terra/il ciel s'aperse danno la massima evidenza al nucleo concettuale del ragionamento.